# N/O/I/S/E
N/O/I/S/E, noto anche come No One Is Safe from Evil, è il settimo album in studio del rapper statunitense Ghostemane, pubblicato il 10 ottobre 2018 dalla Blackmage Records.
L'album rappresenta un grande cambiamento nella musica di Ghostemane, portando un avvicinamento alla musica industriale e alla noise music. L'album è stato registrato e prodotto dallo stesso Ghostemane.

## Antefatti e registrazione
Ghostemane ha pubblicato il suo album di debutto nel 2015 e da allora ha guadagnato popolarità su internet. Al 2018, dopo aver ricevuto milioni di visualizzazioni su Youtube con i suoi brani Mercury: Retrograde e Andromeda, ha pubblicato un totale di sei album in studio. Ghostemane è famoso per l'utilizzo di elementi trap, metal e rock nelle sue canzoni, inclusi elementi black metal comuni nei suoi testi, nel suono e nell'aspetto. All'inizio del 2018, Ghostemane ha iniziato a suonare con una band di supporto e nello stesso anno, il batterista Travis Barker dei Blink-182 è apparso nel suo brano D(r)ead. Oltre al batterista Cayle Sain e al chitarrista Mark Bronzino (degli Iron Reagan), l'album è stato registrato e prodotto dallo stesso Ghostemane, che ha anche scritto tutte le canzoni. N/O/I/S/E è stato mixato da Arthur Rizk, che ha lavorato con alcune band tra cui i Cavalera Conspiracy.

## Tracce
Testi e musiche di Eric Whitney.
1. Desolation – 1:42
2. Nihil – 2:27
3. Flesh – 1:20
4. Bonesaw – 1:52
5. Trench Coat – 2:43
6. The Singularity – 2:17
7. Ballgag – 2:45
8. Androids Dream of Electric Sheep – 3:33
9. Inside – 2:47
10. Gatteka – 1:53
11. Black Blood – 2:02
12. My Heart of Glass – 4:02

## Formazione
- Ghostemane – voce, testi, produzione
- Mark Bronzino – chitarra
- Cayle Sain – batteria
- Arthur Rizk – ingegnere missaggio, ingegnere mastering